# Ian McEwan

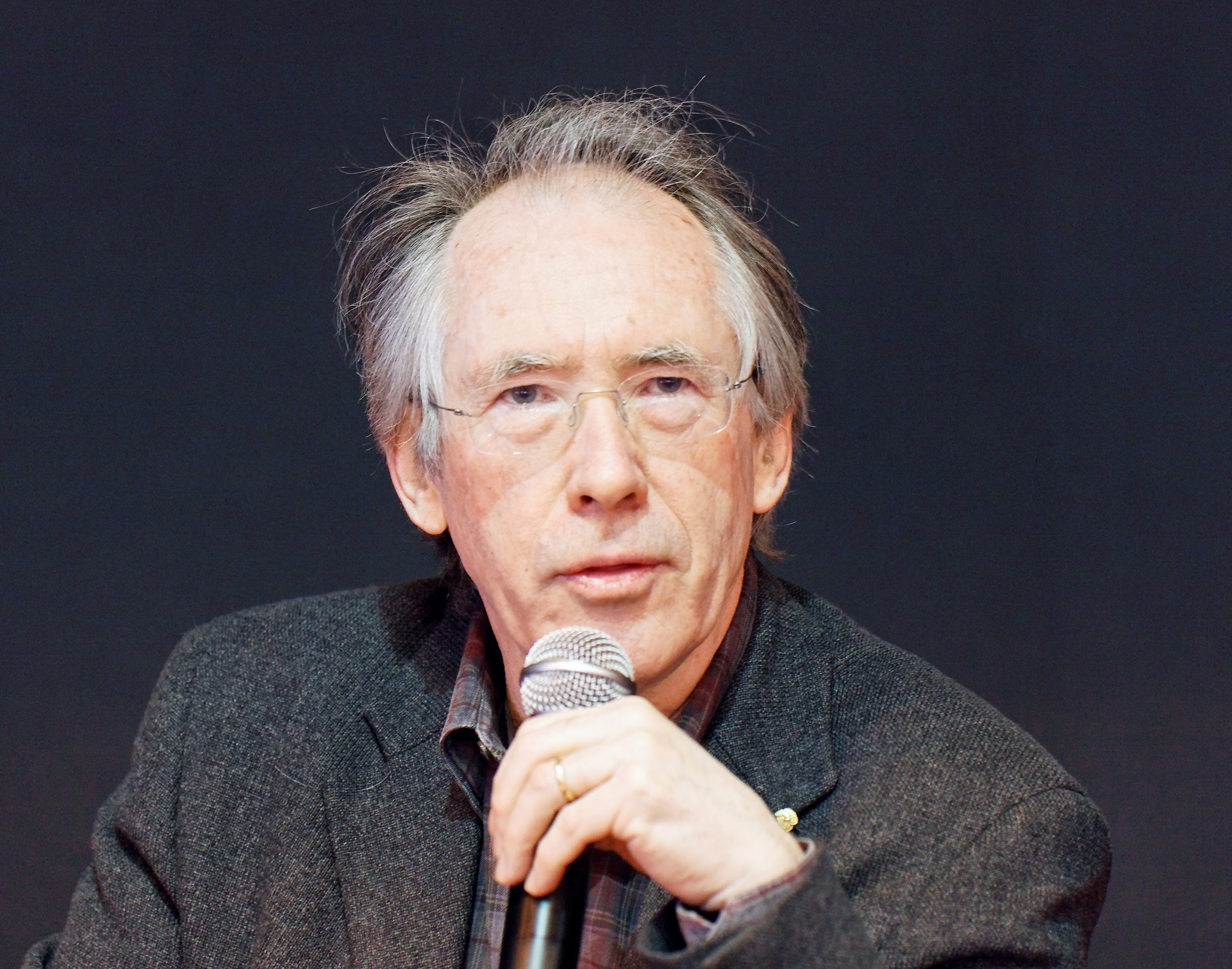
Ian McEwan (2011)

Ian Russell McEwan, CH CBE FRSA FRSL (* 21. Juni 1948 in Aldershot, England) ist ein britischer Schriftsteller.

## Leben
Ian McEwan ist der Sohn eines schottischen Majors (Aldershot ist ein Militärstützpunkt) und wuchs infolge der Versetzungen seines Vaters unter anderem in Singapur und Libyen auf. Er studierte englische und französische Philologie an der University of Sussex in Brighton, wo er mit dem Bachelor of Arts in englischer Literatur abschloss. Während seines anschließenden Studiums zur Erlangung des Master of Arts in englischer Literatur an der University of East Anglia in Norwich besuchte Ian McEwan bei den Romanautoren Malcolm Bradbury und Angus Wilson einen Kurs in kreativem Schreiben. Später unterrichtete er selbst an der University of Sussex. Seit dem Erfolg der Kurzgeschichtensammlung Erste Liebe, letzte Riten (1975) lebt er als freier Schriftsteller. Im Laufe seiner Karriere wurde McEwan mit nahezu allen bedeutenden Preisen für englischsprachige Literatur ausgezeichnet.
Etwa die Hälfte seiner Erzählungen wurden verfilmt, z. B. 2007 Abbitte von dem britischen Regisseur Joe Wright oder 2017 Am Strand, für den er auch das Drehbuch geschrieben hat.

## Privates
McEwan war in erster Ehe mit der Journalistin, Astrologin und Heilpraktikerin Penny Allen verheiratet. Die Ehe wurde 1995 geschieden. Mit seiner ersten Ehefrau hat er zwei Söhne. In zweiter Ehe ist er mit der Journalistin und Schriftstellerin Annalena McAfee verheiratet und lebt in London. McEwan ist Atheist.
2002 erfuhr McEwan, dass er einen leiblichen Bruder hat. Er stammt aus einer außerehelichen Affäre seiner Mutter mit ihrem späteren Ehemann während des Zweiten Weltkrieges, die ihn vor Rückkehr ihres ersten Ehemanns zur Adoption weggab. Nachdem ihr erster Ehemann gefallen war, heiratete die Mutter drei Jahre später ihren vorherigen Liebhaber; Ian wurde sechs Jahre nach seinem Bruder geboren. Erst nach dem Tod von McEwans Mutter verriet deren Schwester das Familiengeheimnis.

## Themen, Stil und Wirkung
McEwans frühe Themen waren u. a. Adoleszenz, Sexus und Sadismus. Unter den literarischen Vorbildern des „Chronisten des polymorph Perversen“ sind vor allem Sigmund Freud, Franz Kafka und Virginia Woolf zu nennen; auch finden sich literarische Anspielungen auf Arthur Conan Doyle, Charles Dickens und andere.
Zu McEwans Techniken gehört das langsame Gleiten (und Abgleiten) von Assoziationen in Situationen, in denen eigentlich nichts Außergewöhnliches geschieht. Geoff Dyer meint, dass McEwan die Tradition des britischen Romans in kreativer Weise auf die Höhe des 21. Jahrhunderts gebracht habe.
Die Kritikerin Felicitas von Lovenberg begründet die Wirkung der Erzählungen McEwans: Seine Themen seien „Liebe und Trennung, Unschuld und Selbsterkenntnis“, auch einfach das „Verstreichen von Zeit“; dabei kämen seine Sätze „ohne demonstratives Muskelspiel“ aus. Er liebe es, „gewöhnliche Menschen mit ungewöhnlichen Situationen zu konfrontieren, und es gelingt ihm immer wieder bravourös, im Leser die Ahnung von unmittelbar bevorstehenden Katastrophen zu wecken“. In Zementgarten und Abbitte beleuchte er die „unheimliche Zone zwischen Kindheit und Erwachsensein“. Auch der Band Ein Kind zur Zeit und die surrealistischen Kurzgeschichten in Der Tagträumer (ursprünglich eine Sammlung von Gute-Nacht-Geschichten für seine Stieftochter) zeigen, wie gut sich McEwan in die Psyche von vorpubertären Kindern und Jugendlichen und ihre Tagträume von Macht und Ohnmacht hineinversetzen kann.
Heute entwickelt McEwan „Figuren, die mit ihren Berufen gesellschaftliche Wirkung entfalten und die mit ihrem Handeln interessante Zeitfragen berühren“ und kombiniert diese Handlungen mit Beziehungskrisen. Auch das Thema politischer Gewalt bezieht er ein (z. B. in dem Roman Amsterdam).

## Auszeichnungen und Ehrungen
- 1976: Somerset Maugham Award für die Kurzgeschichte First Love, Last Rites
- 1987: Whitbread Novel Award für den Roman The Child in Time
- 1989: Ehrendoktor der University of Sussex
- 1993: Prix Femina Étranger für den Roman The Child in Time in der französischen Übersetzung L’enfant volé
- 1993: Ehrendoktor der University of East Anglia
- 1998: Booker Prize für den Roman Amsterdam
- 1999: Shakespeare-Preis der Alfred-Toepfer-Stiftung für das Gesamtwerk
- 1999: Ehrenmitglied der American Academy of Arts and Sciences
- 2000: Commander of the Order of the British Empire (CBE)
- 2001: People’s Booker für den Roman Atonement
- 2002: National Book Critics’ Circle Fiction Award für den Roman Atonement
- 2002: W.H. Smith Literary Award für den Roman Atonement
- 2003: Deutscher Bücherpreis für den Roman Atonement
- 2003: Los Angeles Times Prize for Fiction für den Roman Atonement
- 2004: Santiago Prize for the European Novel für den Roman Atonement
- 2006: James Tait Black Memorial Prize für den Roman Saturday
- 2006: Ehrenmitglied der American Academy of Arts and Letters[7]
- 2008: Galaxy Book of the Year für den Roman On Chesil Beach
- 2010: Bollinger Everyman Wodehouse Prize für Solar. Der Preis besteht aus einer Doppelmagnum-Flasche Bollinger Special Cuvée, einer Kiste La Grande Cuvée, der kompletten P. G. Wodehouse-Edition und der ehrenden Namensgebung für ein Gloucester-Old-Sport-Schwein auf den Namen des Literaturstücks.
- 2011: Jerusalem-Preis für die Freiheit des Individuums in der Gesellschaft
- 2012: Paddy Power Political Fiction Book für den Roman Sweet Tooth
- 2020: Goethe-Medaille[8]
- 2023: Aufnahme in den auf 65 Mitglieder beschränkten Order of the Companions of Honour[9]

## Werke

### Romane und Kurzgeschichten
- 1975: First Love, Last Rites; dt. Erste Liebe, letzte Riten, übersetzt von Harry Rowohlt, Diogenes, Zürich 1982, ISBN 3-257-01602-6.
- 1978: The Cement Garden; dt. Der Zementgarten, übersetzt von Christian Enzensberger, Diogenes, Zürich 1982, ISBN 3-257-20648-8.
- 1978: In Between the Sheets; dt. Zwischen den Laken, übersetzt von Michael Walter, Wulf Teichmann und Christian Enzensberger, Diogenes, Zürich 1983, ISBN 3-257-01631-X.
- 1981: The Comfort of Strangers; dt. Der Trost von Fremden, übersetzt von Michael Walter, Diogenes, Zürich 1983, ISBN 3-257-01652-2.
- 1985: Rose Blanche.
- 1987: The Child in Time; dt. Ein Kind zur Zeit, übersetzt von Otto Bayer, Diogenes, Zürich 1988, ISBN 3-257-01776-6.
- 1990: The Innocent; dt. Unschuldige. Eine Berliner Liebesgeschichte, übersetzt von Hans-Christian Oeser, Diogenes, Zürich 1990, ISBN 3-257-01858-4.
- 1992: Black Dogs; dt. Schwarze Hunde, übersetzt von Hans-Christian Oeser, Diogenes, Zürich 1994, ISBN 3-257-06007-6.
- 1994: The Daydreamer; dt. Der Tagträumer, übersetzt von Hans-Christian Oeser, Diogenes, Zürich 1995, ISBN 3-257-06071-8.
- 1997: Enduring Love; dt. Liebeswahn, übersetzt von Hans-Christian Oeser, Diogenes, Zürich 1998, ISBN 3-257-06183-8.
- 1998: Amsterdam; dt. Amsterdam, übersetzt von Hans-Christian Oeser, Diogenes, Zürich 2000, ISBN 3-257-06220-6.
- 2001: Atonement; dt. Abbitte, übersetzt von Bernhard Robben, Diogenes, Zürich 2002, ISBN 3-257-23380-9.
- 2005: Saturday; dt. Saturday, übersetzt von Bernhard Robben, Diogenes, Zürich 2005, ISBN 3-257-06494-2.
- 2007: On Chesil Beach; dt. Am Strand, übersetzt von Bernhard Robben, Diogenes, Zürich 2007, ISBN 3-257-06607-4.
- 2010: Solar; dt. Solar, übersetzt von Werner Schmitz, Diogenes, Zürich 2010, ISBN 978-3-257-06765-1.
- 2012: Sweet Tooth; dt. Honig, übersetzt von Werner Schmitz, Diogenes, Zürich 2013, ISBN 978-3-257-06874-0.
- 2014: The Children Act; dt. Kindeswohl, übersetzt von Werner Schmitz, Diogenes, Zürich 2015, ISBN 978-3-257-06916-7.
- 2016: Nutshell; dt. Nussschale, übersetzt von Bernhard Robben, Diogenes, Zürich 2016, ISBN 978-3-257-06982-2.
- 2016: My Purple Scented Novel; dt. Mein parfümierter Roman, übersetzt von Matthias Fienbork, Diogenes, Zürich 2018, ISBN 978-3-257-79116-7.
- 2019: Machines Like Me; dt. Maschinen wie ich, übersetzt von Bernhard Robben, Diogenes, Zürich 2019, ISBN 978-3-257-07068-2.
- 2019: The Cockroach; dt. Die Kakerlake, übersetzt von Bernhard Robben, Diogenes, Zürich 2019, ISBN 978-3-257-07132-0.[10]
- 2022: Lessons; dt. Lektionen, übersetzt von Bernhard Robben, Diogenes, Zürich 2022, ISBN 978-3-257-07213-6

### Libretti
- 1983: Or Shall We Die?; dt. Oder müssen wir sterben?. Text für ein Oratorium von Michael Berkeley, Diogenes, Zürich 1984, ISBN 3-257-21212-7.
- 2008: For You: The Libretto For Michael Berkeley´s Opera; dt./engl. For You: Libretto für eine Oper von Michael Berkeley. Diogenes, Zürich 2009, ISBN 3-257-06684-8.

### Theaterstücke
- 1981: The Imitation Game

### Drehbücher
- 1976: Jack Flea's Birthday Celebration
- 1985: The Ploughman's Lunch[11]
- 1988: Soursweet, nach einem Roman von Timothy Mo; dt. Chinese Blues.[12]
- 1993: The Good Son; dt. Das zweite Gesicht.[13]
- 2017: The Children Act; dt. Kindeswohl

### Aufsatzsammlung
- Erkenntnis und Schönheit: über Wissenschaft, Literatur und Religion. Aus dem Englischen von Bernhard Robben und Hainer Kober. Diogenes, Zürich 2020, ISBN 978-3-257-07126-9
- Ian McEwan, George Orwell: Der Bauch des Wals. Zwei Essays über Kunst und Politik. Aus dem Englischen von Felix Gasbarra und Bernhard Robben. Diogenes, Zürich 2023. ISBN 978-3-257-07263-1

## Verfilmungen
- 1988: Schmetterlinge[14] (Kurzgeschichte aus Erste Liebe, letzte Riten)
- 1990: Der Trost von Fremden[15]
- 1993: Der Zementgarten[16]
- 1993: … und der Himmel steht still[17] (Unschuldige)
- 1997: Solid Geometry[18] (Kurzgeschichte aus Erste Liebe, letzte Riten)
- 2004: Liebeswahn – Enduring Love[19]
- 2007: Abbitte[20] (Atonement)
- 2017: Kindeswohl (The Children Act)
- 2017: Am Strand (On Chesil Beach)
- 2017: Ein Kind zur Zeit (The Child in Time)

## Dokumentarfilm
McEwan wurde für den Dokumentarfilm The Root of All Evil? von Richard Dawkins interviewt. Er wird weiterhin im Dokumentarfilm The Unbelievers (2013) von Richard Dawkins gezeigt.